# Воронка (платформа)
Воро́нка — остановочный пункт (бывшая станция) Санкт-Петербург — Витебского региона Октябрьской железной дороги на линии Калище — Веймарн в Ломоносовском районе Ленинградской области возле одноимённой деревни. Движение пассажирских поездов по данной линии прекращено в 2009 году.

## История
Станция открыта в 1926 году вместе с ширококолейной линией Веймарн — Лебяжье. Названа по протекающей вблизи неё реке Воронка.
В середине 1930-х годов от Воронки в восточном направлении была проложена узкоколейная железная дорога Воронка — Готобужи — Лубановка (Лубаново), имевшая несколько ответвлений в лесные массивы. В распоряжении данной узкоколейки, принадлежавшей Ораниенбаумскому леспромхозу, находилось 3 локомотива: выполнявшие основные перевозки паровоз и мотовоз, а также локомобиль. По основному назначению дорога относилась к лесовозным. В месте, где узкоколейка подходила непосредственно к станции Воронка широкой колеи, был оборудован одноимённый лесопункт. Общая длина полотна узкоколейки составляла около 24 км. Кроме собственно путевого хозяйства, включавшего депо, также имелись электростанция, цех ширпотреба, цех по разделке древесины, крупные мастерские.
26 августа 1941 года ввиду приближения немецко-фашистских войск лесопункт Воронка был эвакуирован. Основные материальные ценности, за исключением узкоколейных локомотивов, были вывезены в Ораниенбаум. Туда же были эвакуированы 600 рабочих леспромхоза. Паровоз, мотовоз и локомобиль были переданы военным частям, оборонявшим подступы к Ленинграду, и впоследствии выведены из строя.
С сентября 1941-го по январь 1944-го г. река Воронка была передним краем обороны Ораниенбаумского плацдарма. В районе станции Воронка размещалась маневренная позиция железнодорожной артиллерии Краснознаменного Балтийского флота.
В результате длительных боевых действий были полностью уничтожены населённые пункты Готобужи, Лубаново, Верхние, Средние и Нижние Лужки. После окончания войны ни один из них не был возрождён. В местах расположения разрушенных войной сёл и деревень были установлены памятные знаки.
После окончательного демонтажа узкоколейной железной дороги необходимость в станции широкой колеи отпала. Воронка была преобразована в остановочный пункт.
С осени 2005 года пригородные пассажирские перевозки стали осуществляться рельсовым автобусом РА-1, пришедшим на смену составам с локомотивом ТЭП70.
До 30 мая 2009 года движение пригородных пассажирских поездов между Калище и Веймарном было регулярным. С введением с 31 мая 2009 года нового расписания, все пассажирские поезда на данной линии были отменены. Последний пригородный поезд из Калища в Веймарн проследовал 31 мая 2009 года собственным расписанием по специальному назначению Октябрьской железной дороги и имел номер 6835. От платформы Воронка данный поезд отправился в 10 часов 03 минуты по московскому времени. Обратный рейс из Веймарна в Калище и далее до Ораниенбаума I был назначен на тот же день по зимнему расписанию 2008—2009 годов и имел номер 6836. С 1 июня 2009 года движение пассажирских поездов между Калище и Веймарном отсутствует.